# 1934-es magyar asztalitenisz-bajnokság
Az 1934-es magyar asztalitenisz-bajnokság a tizennyolcadik magyar bajnokság volt. A bajnokságot március 29. és április 3. között rendezték meg Budapesten, a Lloyd palotában (Mária Valéria u. 12., a selejtezőt az MTK Károly körúti, a DSC Lipót körút 4. alatti és a PSL József tér 10. alatti helyiségében).

## Eredmények
| Versenyszám  | Arany                                                     | Arany | Ezüst                                                               | Ezüst | Bronz                                                                                    | Bronz |
| ------------ | --------------------------------------------------------- | ----- | ------------------------------------------------------------------- | ----- | ---------------------------------------------------------------------------------------- | ----- |
| Férfi egyéni | Szabados Miklós Duna SC                                   |       | Házi Tibor Duna SC                                                  |       | Surányi László VACDávid Lajos Duna SC                                                    |       |
| Női egyéni   | Klucsikné Mednyánszky Mária MTK                           |       | Astrid Krebsbach BSG Osram Berlin                                   |       | Ujfalvy Hakoah Wien Gál Magda Duna SC                                                    |       |
| Férfi páros  | Szabados Miklós, Házi Tibor Duna SC                       |       | Vermes László, Bródy Ervin Duna SC                                  |       | Dávid Lajos, Erwin Kohn Duna SC, Badner AC Alfred Liebster , Manfred Feher Währing Wien  |       |
| Női páros    | Klucsikné Mednyánszky Mária, Gál Magda MTK, Duna SC       |       | Astrid Krebsbach , Némethy Magda BSG Osram Berlin , Pénzintézeti SL |       | Ujfalvy , Fialla Hakoah Wien Sipos Klára, Ferenczy Ida BSE                               |       |
| Vegyes páros | Szabados Miklós, Klucsikné Mednyánszky Mária Duna SC, MTK |       | Házi Tibor, Gál Magda Duna SC                                       |       | Dávid Lajos, Astrid Krebsbach Duna SC, BSG Osram Berlin Surányi László, Lantos Vilma VAC |       |